# 阿什希爾 (北卡羅萊納州)
阿什希爾（英語：Ash Hill）是位於美國北卡羅萊納州薩里縣的非建制地區。

## 歷史
阿什希爾的郵局於1881年設立，其後於1907年停運。

## 地理
阿什希爾所處的海拔為高於海平面334米（即1096英呎），而該地所採用的時區為UTC-5，即北美东部时区（EST）。同時該地設有夏令時間，為UTC-5調快一小時，即UTC-4（EDT）。